# Psychogramm
Ein Psychogramm (griech. Ψυχόγραμμα, transkr. psychogramma, von griech. Ψυχή, transkr. psychē, dt. "Hauch", "Seele" und lat. gramma, dt. "Zeichen, Symbol", engl. psychogram; auch "psychologische Persönlichkeitsstudie") ist die graphische Darstellung eines psychologischen Profils einer Person, welches durch psychometrische Testmethoden (Psychometrie) ermittelt wird. Es beschreibt alle psychologischen Einzelheiten einer Person, meist einer berühmten Persönlichkeit, die man durch die Analyse der Werke, Schriftstücke, Äußerungen usw. dieser Person gewinnen kann. Der Vorgang der Psychogramm-Erstellung wird Psychographie genannt.
Psychogramm ist ein Begriff, der in Bereichen der Psychologie wie der Persönlichkeitstheorie und der Wahrnehmung sowie in der Graphologie und Handschriftenanalyse verwendet wird.

## Faktoren und Variablen
Psychogramme verwenden grundsätzlich bestimmte Faktoren, um letztendlich zu einem wissenschaftlich fundiertem Ergebnis zu gelangen. Darunter verwenden Psychogramme z. B. folgende Determinanten:

### Faktoren
- Gegenüberstellung von Individualität und Kollektivität
- Gegenüberstellung von Introversion und Extraversion
- Gegenüberstellung von Subjektivität und Objektivität
- Gegenüberstellung von Kultur und sozialem Verhalten

### Variablen
- Kognition
- Moral
- Weltsicht
- Selbst-Identität
- Emotionalität
- Werte
- Bedürfnisse
- Kinästhetik

## Bekannte psychologische Persönlichkeitstests
- AEC Disc
- Minnesota Multiphasic Personality Inventory (MMPI)
- Rorschach-Test
- 16 personalities

## Verwandte Begriffe

### Linguistik
- Semiotik

#### Wörter mit dem Suffix "-gramm"
- Genogramm
- Logogramm
- Organigramm
- Piktogramm
- Soziogramm

### Psychologie
- Organisationstheorie
- Psychografie
- Systemtheorie

### Soziologie
- Systemtheorie nach Luhmann